# Gabrov dedek
Gabrov dedek (znanstveno ime Leccinellum pseudoscabrum) je gliva iz rodu dedkov (Leccinellum). V Sloveniji ima mnogo domačih imen, med katerimi so gabrovec, babica in gabrovček.

## Značilnosti
Manjši od mnogih drugih dedov in turkov, premer klobuka se giblje med 4 in 9 cm, ko je popolnoma razširjen, ostane široko izbočen, namesto da bi se popolnoma sploščil. Površina je običajno nagubana in včasih razpokana. Ko je vlažna, je površina lepljiva ali rahlo mastna, posuši pa se v motno mat ali zelo fino koprenasto in rad razpoka. Barva je od rumenkasto rjave do olivno rumene ali olivno rjave.
Kremasto bele cevke se končajo s porami s premerom okoli 0,5 mm, ki so prav tako kremasto bele. Pore na pritisk počasi postanejo črnkaste.
Bet je visok od 4 do 12 cm in ima običajno v premeru od 0,8 do 1,2 cm. Proti vrhu se rahlo zoži. Ima belo ali bledo sivo površino, ki je blizu vrha prekrita z rumenkastimi luskami, proti dnišču pa postanejo rjave.
Meso klobuka postane na prerezu vinsko rdeče, v dnišču pa modrikasto. Mlade gobe imajo čvrsto meso, ki pa s starostjo postaja vse mehkejše in ga radi napadejo črvi. Nima posebnega vonja in okusa.

## Razširjenost in življenjski prostor
Je dokaj pogosta goba slovenskih gozdov, raste pa v skupinah pretežno pod gabri, po čemer je tudi dobil slovensko ime. Raje ima redke gozdove in gozdne obronke. Najdemo ga lahko tudi na travnikih in sicer od zgodnjega poletja do pozne jeseni.

## Mikroskopske značilnosti
Trosni odtis je okrasto rjav. Trosi so vretenaste oblike s stožčastim vrhom, gladki, neamiloidni in merijo 13–18,5 x 4–6 μm.

## Podobne vrste
Gabrovega dedka je skoraj nemogoče zamenjati za kakšno strupeno gobo, lahko pa ga zamenjamo za kakšno drugo užitno vrsto iz rodu dedov ali dedkov. 
- brezov ded (Leccinum scabrum) je večji, raste pod brezami in ima bolj rjav klobuk.
- beli ded (Leccinum holopus) je zelo svetle skoraj bele barve
- žlahtni dedek (Leccinellum crocipodium) je ves bolj ali manj rumeno obarvan

## Uporabnost
Užiten. Uporablja se ga lahko za vse vrste gobjih jedi, zaradi črne barve in pogoste črvivosti pa ni preveč primeren za sušenje. Počrnevanje mesa lahko preprečimo tako, da ga takoj vržemo v vrelo osoljeno vodo.